# Gregory Hines
Gregory Oliver Hines (ur. 14 lutego 1946 w Nowym Jorku, zm. 9 sierpnia 2003 w Los Angeles) – amerykański tancerz, aktor, choreograf i piosenkarz. Laureat nagrody Tony za rolę „Jelly’ego Rolla” Mortona w musicalu Jelly’s Last Jam (1992).

## Życiorys
Urodził się w Nowym Jorku. Jego rodzicami byli Alma Iola (Lawless) i Maurice Robert Hines, tancerz, muzyk i aktor. Dorastał w dzielnicy Sugar Hill na Manhattanie w Harlemie. Zaczął stepować w wieku dwóch lat, a taniec półprofesjonalny rozpoczął mając pięć lat. Następnie występował półprofesjonalnie w klubach nocnych i lokalnych barach. Początkowo jako duet, Hines wspólnie ze swoim starszym bratem, Maurice’em Robertem (ur. 13 grudnia 1943, zm. 29 grudnia 2023), z powodzeniem rozwijał pomysłowy projekt stepowania znany jako „The Hines Kids”, okazjonalnie występując w wielu znanych lokalach w Nowym Jorku. Po doskonaleniu umiejętności pod okiem choreografa Henry’ego LeTanga, Howarda Simsa i The Nicholas Brothers, w 1963 zespół oficjalnie zmienił nazwę na „Hines, Hines, and Dad”, po tym jak ojciec dołączył do niego wraz z bratem. Bracia byli znani jako The Hines Kids i występowali w klubach nocnych w Miami na Florydzie z Cabem Callowayem. Później zostali znani jako The Hines Brothers.
W 1954 zadebiutował na Broadwayu jako chłopiec czyszczący buty u boku brata w komedii muzycznej Dziewczyna w różowych rajstopach. Otrzymał trzy nominacje do nagrody Tony za występ w musicalach: Eubie! (1979; nagroda Theatre World), Jadąc w górę miasta (1980) na podstawie powieści Charlesa Dickensa za rolę Scrooge’a i Wyrafinowane panie (1981). Od 1 kwietnia 1992 do 2 maja 1993 zagrał rolę „Jelly’ego Rolla” Mortona w musicalu Jelly’s Last Jam, za którą zdobył nagrodę Tony w kategorii najlepszy aktor w musicalu (także nominacja za najlepszą choreografię) i Drama Desk Award dla wybitnego aktora w musicalu.
Po raz pierwszy trafił na ekran w musicalu Francisa Forda Coppoli Tęcza Finiana (Finian’s Rainbow, 1968) z Fredem Astaire. Występował w programie dla dzieci Ulica Sezamkowa (Sesame Street, 1979–1980), zanim Mel Brooks zaangażował go do roli komika Józefusa w komedii Historia świata: Część I (History of the World, Part I, 1981). Za rolę chicagowskiego policjanta Raya Hughesa w komedii kryminalnej Petera Hyamsa Zapomnieć o strachu (Running Scared, 1986) otrzymał nagrodę NAACP Image Awards. W 1994 wyreżyserował melodramat Serduszka okazałe (Bleeding Hearts). Zajmował się także dubbingiem, za użyczenie głosu Wielkiemu Billowi w serialu animowanym CBS Mały Bill (Little Bill, 1999–2004) w 2003 zdobył nagrodę Emmy dla wybitnego wykonawcy w serialu animowanym. 
Zmarł 9 sierpnia 2003 na raka wątroby w wieku 57 lat.

## Filmografia
- Historia świata: Część I (1981) jako Josephus
- Wilkołaki (1981) jako Wittington
- Układ stulecia (1983) jako Ray Kasternak
- Cotton Club (1984) jako Sandman Williams
- Muppety na Manhattanie (1984) jako wrotkarz
- Białe noce (1985) jako Raymond Greenwood
- Zapomnieć o strachu (1986) jako Ray Hughes
- Sajgon (1988) jako Albaby Perkins
- Stepujący mistrz (1989; film znany także pod tytułem - Złapać rytm) jako Max Washington
- Rozróba w Harlemie (1991) jako Goldy
- Inteligent w armii (1994) jako sierż. Cass
- Czekając na miłość (1995) jako Marvin King
- Żona pastora (1996) jako Joe Hamilton
- Czas wściekłych psów (1996) jako Jules Flamingo
- Historie z metra: Podziemne opowieści (1997) jako Jack
- Will i Grace (1998–2006; serial TV) jako Ben Doucette (gościnnie w l. 1999–2000; w 7 odcinkach)
- Raz w życiu (2000) jako Ruffhouse
- Na pierwszy rzut oka (2000) jako Robert
- Uwierz w siebie (2002) jako Zake (także reżyseria)